# Sätra
Sätra este o arie protejată (arie specială de conservare — SAC, sit de importanță comunitară — SCI) din Suedia întinsă pe o suprafață de 31,6 ha, integral pe uscat.

## Localizare
Centrul sitului Sätra este situat la coordonatele 60°29′01″N 17°32′34″E / 60.4837°N 17.5427°E.

## Înființare
Situl Sätra a fost declarat sit de importanță comunitară în ianuarie 1997 pentru a proteja 2 specii de plante. Situl a fost protejat și ca arie specială de conservare în martie 2011.

## Biodiversitate
Situată în ecoregiunea boreală, aria protejată conține 2 habitate naturale: Păduri fino-scandinave bogate în ierburi cu Picea abies, Taiga vestică.
La baza desemnării sitului se află mai multe specii protejate de  plante (2): Buxbaumia viridis, papucul doamnei (Cypripedium calceolus).